# 587 Гіпсіпіла
587 Гіпсіпіла (587 Hypsipyle) — астероїд головного поясу, відкритий 22 лютого 1906 року Максом Вольфом у Гейдельберзі.